# Friedrich Seekel
Friedrich Eduard Wilhelm Seekel (* 20. Mai 1910 in Berlin; † 2. Juni 1960 in Emden) war ein deutscher SS-Sturmbannführer, Führer des Sonderkommandos 1005-Mitte und Stellvertreter von Paul Blobel.

## Leben
Friedrich Seekel wurde als Sohn des Kriminalobersekretärs Friedrich Seekel in Berlin geboren und besuchte dort die Volksschule und ein humanistisches Gymnasium. Nach dem Abitur 1929 studierte er Geschichte, Germanistik, Philosophie und evangelische Religionswissenschaft an der Friedrich-Wilhelms-Universität Berlin, wo er am 1. Juni 1933 mit einer Arbeit über Petrus Damiani zum Dr. phil. promoviert wurde. Am 23. Juni 1935 bestand er die Erste Staatsprüfung für das Lehramt an Höheren Schulen, und zum 1. Juli 1935 trat er als Kriminalkommissaranwärter in den Polizeidienst ein. Von Juni 1933 bis Juli 1935 war er Mitglied der SA. Am 15. Mai 1936 heiratete er in Berlin die Studienreferendarin Liselotte Gotthold; 1939 und 1943 kamen zwei Töchter zur Welt. Am 20. März 1937 wurde Seekel zum Kriminalkommissar befördert, 1940 zum Kriminalrat. Am 1. Januar 1940 wurde er Mitglied der NSDAP (Mitgliedsnummer 7.380.916). Im Januar 1940 bewarb sich Seekel um die Aufnahme in der SS. Er verfasste eine Reihe von in hoher Auflage verbreiteten NS-Propagandaschriften, in denen er den Kriegsgegnern Nazideutschlands verschiedener Formen moralischer Verkommenheit beschuldigte, und war ab dem 1. Januar 1941 im Range eines SS-Untersturmführers als Lehrer an der Führerschule der Sicherheitspolizei und des SD in Berlin-Charlottenburg für den SD tätig (SS-Nummer 386.689). Am 10. Juni 1941 wurde er zum SS-Obersturmführer befördert, am 1. September 1941 zum SS-Hauptsturmführer und am 10. Mai 1944 zum SS-Sturmbannführer.  1943 kam er zum Sonderkommando 1005. Er war schon in Minsk und leitete das SK1005Mitte von Mitte November bis zum 7. Dezember 1943. Sein Stellvertreter war Otto Goldapp und er wurde von Max Krahner abgelöst. Ab 1. Juli 1944 arbeitete er im Reichssicherheitshauptamt, Referat I B 3 (Lehrplangestaltung der Schulen), das er später leitete. 1944 wurde er mit dem Kriegsverdienstkreuz II. Klasse mit Schwertern und dem EK I ausgezeichnet.
1947 wurde Seekel aus amerikanischer Kriegsgefangenschaft entlassen. Im Einsatzgruppen-Prozess machte er im November 1947 eine schriftliche Aussage als Entlastungszeuge für Waldemar von Radetzky. Seekel arbeitete zunächst als Hauslehrer auf verschiedenen Gütern und wurde dann in den schleswig-holsteinischen Schuldienst übernommen, nachdem er im Entnazifizierungsverfahren als „unbelastet“ eingestuft worden war. Ab Januar 1949 arbeitet er als Studienassessor an Gymnasien in Oldenburg und Bad Segeberg. 1950 wechselte er nach Geesthacht an die städtische Oberschule, parallel absolvierte er ein Aufbaustudium. 1958 wurde er Direktor des Mädchengymnasiums in Emden. Im Februar 1960 erließ die Staatsanwaltschaft Hamburg wegen seiner Tätigkeit im Sonderkommando 1005 einen Haftbefehl; am 22. April wurde er vorübergehend in Untersuchungshaft genommen. Nach der Entlassung beging er am 2. Juni 1960 Suizid in seinem Haus in Emden.

## Schriften
- Geistige Grundlagen Petrus Damianis. Untersucht am Liber Gratissimus. Verlag G. Neuenhahn, Jena 1933 (zugleich Phil. Diss. Universität Berlin)
- Gentlemen unter sich. Deutsche Informationsstelle, Berlin 1940 (England ohne Maske, Nr. 26)
- Rauschgift und Verbrechen in Frankreich. Junker und Dünnhaupt, Berlin 1940 (Schriften des Deutschen Instituts für außenpolitische Forschungen und des Hamburger Instituts für auswärtige Politik 77)
- Frankreich, Zentrale des internationalen Mädchenhandels. Junker und Dünnhaupt, Berlin 1940 (Frankreich gegen die Zivilisation, Heft 16 / Schriften des Deutschen Instituts für außenpolitische Forschungen und des Hamburger Instituts für auswärtige Politik)
- Vom Alkohol entnervt – Folgen französischer „Lebensfreude“. Junker und Dünnhaupt, Berlin 1940
- Weltmacht Whisky: Englands Alkohol in seiner politischen und soziologischen Bedeutung. Reichsgesundheitsverlag, Berlin 1941
- Die Sowjetunion und ihr Wodka. Neuland Verlagsgesellschaft, Berlin 1941